# 古障镇
古障镇，是中华人民共和国广西壮族自治区百色市西林县下辖的一个乡镇级行政单位。

## 行政区划
古障镇下辖以下地区：
周洞村、猫街村、周约村、者黑村、西舍村、仙仁掌村、央革村、水头村、花子寨村、陇正村、古障村、者夯村、渭归村、大房村、泥洞村、央达村、那哈村、妈蒿村和同乐村。